# Praça do Centenário de Vila Prudente
A Praça do Centenário de Vila Prudente, no bairro de Vila Prudente, São Paulo, recebeu esse nome em 11 de novembro de 1992, pelo decreto nº 32.778, atendendo a pedido da Comissão dos Festejos do Centenário de Vila Prudente formulado em carta de 15 de janeiro de 1990 e enviada à Srª. Prefeita Luiza Erundina.

## História
O bairro de Vila Prudente surgiu em 1890 pelo loteamento de um terreno pertencente aos Irmãos Falchi. A ideia inicial dos três irmãos era instalar, no local, a fábrica de chocolates da família e oferecer terrenos para que seus funcionários construíssem suas residências. A Praça do Centenário de Vila Prudente, que na época do loteamento recebeu o nome de Praça Irmãos Falchi, foi o ponto de partida para a criação do bairro.
Nas imediações da praça foram instaladas a Fábrica de Chocolates Falchi, as residências de Emigdio Falchi, a de Bernardino Falchi e as de outras pessoas que estavam ligadas ao projeto. A casa de Bernardino Falchi, que ficava na esquina das atuais ruas Ingaí com Dona Genoveva D’Ascoli, tinha uma torre de onde era possível ter uma visão geral do bairro.
Em 1895 Emigdio Falchi construiu, nessa praça, uma capela dedicada à Santo Emídio. A capela, que ficava no terreno onde atualmente se encontra instalada a Supervisão de Vigilância em Saúde – SUVIS Vila Prudente, foi administrada pela Igreja Católica até o ano de 1947, quando foram concluídas as obras da Paróquia de Santo Emídio. O terreno destinado à capela tinha uma área grande pois a intenção dos irmãos Falchi era que ali fosse edificada uma paróquia, mas a congregação que administrava a capela não demonstrou interesse. Em 1941 um padre pertencente a outra congregação levou adiante o projeto de construção da paróquia, mas escolheu outro local. A paróquia fica na Rua Ingaí, próxima à praça. A capela perdeu sua utilidade e, mais tarde, foi demolida.
Em 1920 o escultor italiano Ettore Ximenes, vencedor do concurso para realização das esculturas que comporiam o Monumento à Independência, no Ipiranga, mudou-se para São Paulo e montou seu ateliê nas proximidades da Praça Irmãos Falchi. Para modelar as peças de bronze que ornamentam o Monumento à Independência, Ettore utilizou os moradores do bairro de Vila Prudente como modelos. Uma das ruas que partem desta praça tem, hoje, o seu nome.
Em 14 de fevereiro de 1931, pelo Ato do Governo Provisório nº 97, a Praça Irmãos Falchi teve seu nome alterado para Praça Veiga Cabral. O nome provavelmente era uma referência ao paraense e deputado federal constituinte Rodrigo Veiga Cabral, que morreu em 1961. Veiga Cabral talvez nunca tenha vindo a São Paulo, ou soubesse da existência do bairro de Vila Prudente. Não fazia sentido algum, para os moradores de Vila Prudente, manter o nome deste cidadão na praça que deu origem ao bairro e, em 1990, uma comissão de moradores, criada para organizar as comemorações do centenário do bairro, enviou carta à Prefeita Luiza Erundina solicitando a mudança do nome.
Em 11 de novembro de 1992, atendendo à reivindicação dos cidadãos vilaprudentinos, a Praça Veiga Cabral teve seu nome alterado para Praça do Centenário de Vila Prudente.
Para marcar os cem anos do bairro foi erguido, na praça, um obelisco com 17 metros de altura. A sugestão de construção do monumento fora feita pelo Dr. Vincenzo Izzo e o esboço preliminar foi feito por Newton Zadra. O engenheiro Delcio Abrahão fez o projeto, com ajuda da empresa SPT – Sondagens de Engenharia de Solos e Fundações. A empresa JMS Construções foi a responsável pela edificação do monumento. O chefe de obras era um nordestino pequenino e simples, de nome Cícero, que realizou um trabalho impecável.
Atualmente encontram-se instaladas nesta praça a Biblioteca Pública Municipal Ricardo Ramos, inaugurada em 07 de setembro de 1956; a SUVIS Vila Prudente, que é uma unidade municipal de vigilância em saúde; a UBS – Unidade Básica de Saúde, que oferece serviços médicos garantidos pelo Sistema Único de Saúde; o SAE, que oferece serviços de saúde a portadores de HIV ou que estejam em situação de vulnerabilidade; e o Ambulatório da Rede Hora Certa, que oferece consulta com médicos especialistas, exames diagnósticos e cirurgias ambulatoriais.

## Galeria

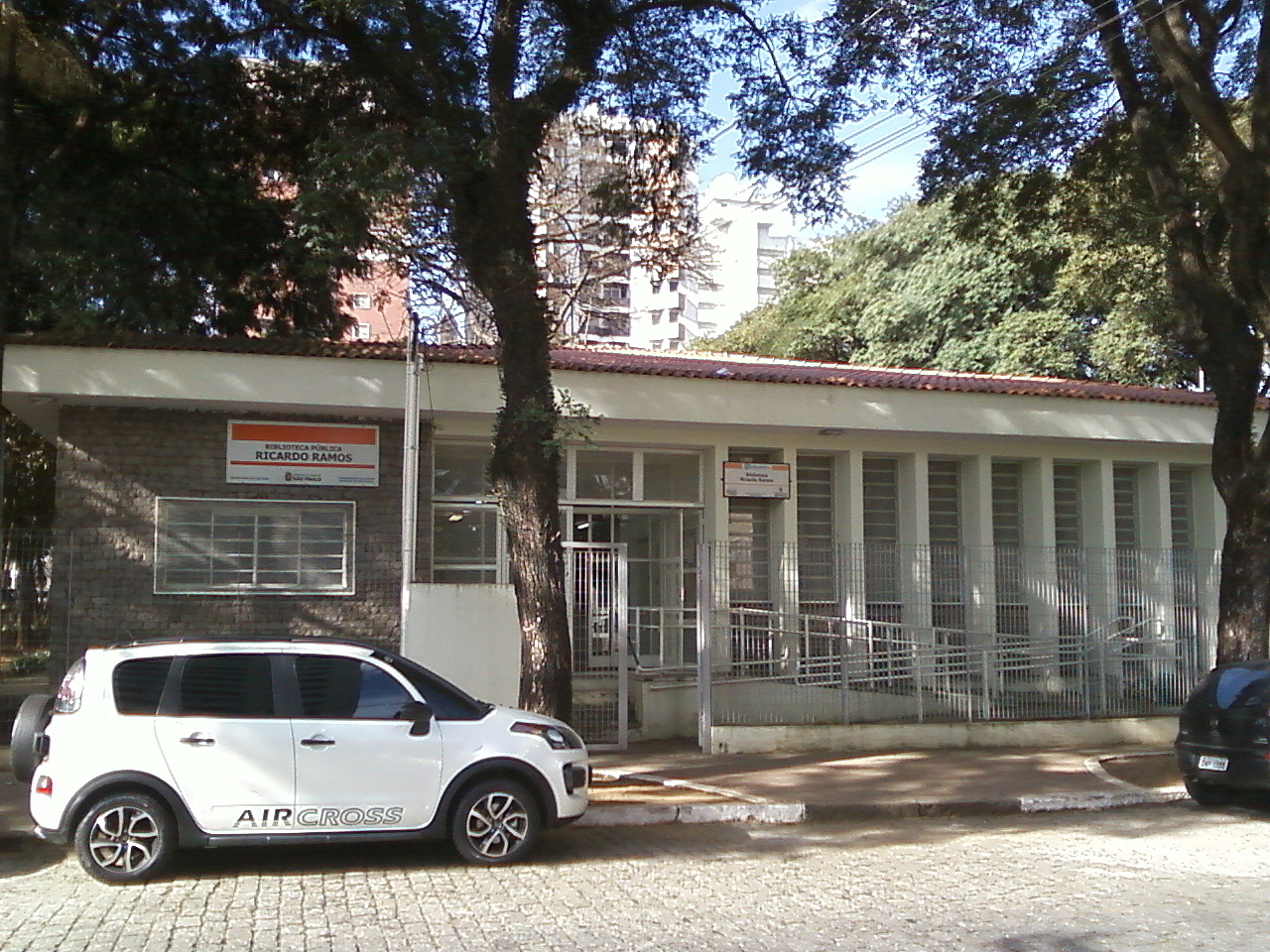
Biblioteca Municipal Ricardo Ramos